# Gent que ve i bah
Gent que ve i bah és una comèdia romàntica espanyola de l'any 2019 dirigida per Patrícia Font i protagonitzada per Clara Lago, Alexandra Jiménez i Carmen Maura. Està basada en la novel·la de Laura Norton. Compta amb participació de TV3 i ha estat doblada al català.

## Argument
La vida de la Bea, una jove arquitecta amb molt de talent, fa un tomb quan descobreix que el seu promès, amb qui comparteix feina, s'ha embolicat amb una famosa presentadora. Així és com perd el xicot i la feina el mateix dia.
Amb aquest daltabaix, la Bea no té més remei que tornar al seu poble natal on, a més d'un paisatge idíl·lic, l'espera un futur incert, una família força peculiar i un misteriós i atractiu veí, que posarà la seva vida cap per avall.

## Repartiment
- Clara Lago com Bea Vélez.
- Alexandra Jiménez com Irene Vélez.
- Carmen Maura com Ángela Vélez.
- Àlex García com Diego Andrada.
- Paula Malia com Débora Vélez.
- Carlos Cuevas com León Vélez.
- Fernando Guallar com Víctor.
- Lleó Martínez com a Cap.
- Ferran Vilajosana com Jacobo.
- Eduardo Ferrés com Joan.
- Marta Belmonte com Rebeca Ramos.
- Núria Gago com Chavela.
- Annabel Totusaus com Senyora.
- David Martín Surroca com manifestant/oficinista.